# Bad Überkingen
Bad Überkingen – miejscowość i gmina uzdrowiskowa w Niemczech, w kraju związkowym Badenia-Wirtembergia, w rejencji Stuttgart, w regionie Stuttgart, w powiecie Göppingen, wchodzi w skład wspólnoty administracyjnej Geislingen an der Steige. Leży w Jurze Szwabskiej, nad rzeką Fils, ok. 17 km na południowy wschód od Göppingen, przy drodze krajowej B466.